# Народна библиотека Бор
Народна библиотека Бор јавна је библиотека, која обавља и матичну функцију за Борски округ. Располаже фондом од око 80.000 књига у матичној установи и са још око 30.000 у огранцима који се налазе у околним селима.

## Настанак и развој
Народна библиотека Бор, своје почетке почиње да бележи са оснивањем читаонице која се налазила у Злоту, која је основана 1869. године на Савиндан, а која је била прва сеоска читаоница у Кнежевини Србији. Између Првог и Другог светског рата, постојала је Борска народна читаоница и књижница, док је за време Другог светског рата постојала стручна позајмна и радничка библиотека коју су користили немачки службеници и војници. Током педесетих година прошлог века, постепено почиње период такозваних насељских библиотека које су током 1962. године обједињене у Централну библиотеку. Библиотека се налази у згради Дома културе, у наменско изграђеном простору који заузима 1.113 м² од 1972. године. Библиотека има својих пет огранака у селима Метовница, Брестовац, Доња Бела Река, Злот и Кривељ.

## Стручни кадар
Библиотека располаже веома стручним кадром, опремом и програмом који омогућавају да библиотека прошири све своје делатности. Захваљујући подацима који су добијени на основу свих параметара помоћу којих може да се одреди успешност рада, Народна библиотека Бор спада у најнапредније и најуређеније библиотеке у нашој земљи. Мрежом јавних библиотека обухваћено је приближно око 90% људи у нашој земљи, што у великој мери премашује републички просек који приближно износи око 80%.

## Рад
Када је реч о раду саме библиотеке, она је организована у оквиру следећих служби и одељења:
- Матична служба
- Информативно одељење
- Завичајно одељење
- Одељење периодике и посебних фондова
- Позајмно одељење за одрасле (језик и књижевност, стручне књиге)
- Одељење набавке и обраде
- Дечје одељење

### Организација
Библиотека у Дому културе подељена је на четири нивоа што омогућава ефикасну организацију и рад служби и одељења.
- Први ниво - дечје одељење са депоом за књиге и читаоницом
- Други ниво - сала за јавне манифестације, одељење за обраду и набавку, изложбени простор, информативно одељење са читаоницом
- Трећи ниво - матична служба, позајмно одељење за одрасле, завичајно одељење
- Четврти ниво - администрација, одељење периодике са читаоницом и посебних фондова, канцеларија директора.

## Матична функција
Матична фунцкија се обавља у матичној служби и она подразумева послове вођења регистра библиотека у самом округу, затим вршење надзора на стручним радом, прикупља информације о раду самих библиотека Србије. Затим, у њеној надлежности је и да пружа стручну помоћ, да се стара о усавршавању свих кадрова, да проучава и прати стање, услове и потребе рада, као и да предлаже мере како би се сам рад унапредио. Захваљујући одлуци Министарства културе Републике Србије из 1994. Године, Народна библиотека Бор је проглашена за матичну библиотеку Борског округа и у својој мрежи добија 53 библиотеке.
У Борском округу се налазе четири општине: Мајданпек, Кладово, Неготин и Бор. Што се тиче броја библиотека у градовима који спадају у мрежу матичне функције, у Кладову и Мајданпеку се налазе по осам, у Неготину 19 а у Бору се налази 18 библиотека.